# Смоленський Леонід Леонідович
Леонід Леонідович Смоленський (нар. 23 березня 1869, Одеса — пом. 1924) — історик запорізького козацтва.

## Життєпис
Народився 23 березня 1869 року в Одесі у родині відомого громадського діяча та викладача Лева Смоленського. Середню освіту отримав у 3-й одеській гімназії, вищу — на медичному ф-ті Київського ун-ту Св. Володимира, а згодом на історико-філологічному ф-ті ІНУ (навчання завершив у 1894 році). 
Співробітничав з «Крымским горным клубом», що діяв в Одесі. Викладав в Одеському кадетському корпусі. 
У 1900 році переїхав до Севастополя. До кінця життя викладав історію у середніх школах цього міста. Користувався повагою серед місцевої інтелігенції. У 1904 році опублікував в Одесі «Элементарный курс теории словесности с рисунками» (191 с.). Останні роки життя провів у злиднях, осліп. У 1924 покінчив життя самогубством.

## Науковий доробок
Його єдиною історико-науковою працею є опублікований під псевдонімом Л. Львів нарис історії взаємин між Запорізькою Січчю та Кримським ханством від XVI до кінця XVIII століття. Справжнє авторство праці вдалося встановити за спогадами його брата Іллі. Праця здебільшого базувалась на дослідженнях О. Маркевича, С. Соловйова, Миколи Бантиш-Каменського та невеликій кількості опублікованих документів. Автор визнавав Запорізьку Січ головним виразником козацького духу, окремою від держави общиною, військовим орденом. Саме тому, історик вважав, що Запорізька Січ протягом всієї історії вела самостійну політику щодо Кримського ханства. Взаємини між козаками та татарами не зводились лише до ворожнечі, але передбачали розгалужену систему торговельних, політичних та культурних контактів. Останні автор досить докладно висвітлив у своїй роботі. Запорізька Січ та Кримське ханство були однаковою мірою зацікавлені у тому, аби зберегти незалежність від сусідніх держав. Зазначені тези набувають все більше число прихильників серед сучасних українських істориків (О. Галенко, Н. Яковенко).

### Праці
- Львов Л. Отношения между Запорожьем и Крымом. — Одесса, 1895.

| науковець | Це незавершена стаття про науковця. Ви можете допомогти проєкту, виправивши або дописавши її. |